# Salvatore D'Alterio
Salvatore D'Alterio (Villaricca, 17 febbraio 1980) è un allenatore di calcio ed ex calciatore italiano, di ruolo difensore, collaboratore tecnico del Sorrento.

## Carriera

### Giocatore
Cresce nella Casertana, prima di passare nel 2000 alla Nocerina in Serie C1.
Nel 2001 debutta in Serie B con il Messina rimanendovi due annate, prima di scendere per una stagione al Martina in Serie C1.
Nel 2004 fa ritorno a Messina per giocare in Serie A: debutta il 31 ottobre nel derby vinto 2-1 con la Reggina, poi disputerà altre cinque gare (fra cui lo 0-0 con la Juve e il 2-1 sull'Inter).
Dal 2005 torna a calcare i campi di Serie C con le maglie di Taranto, Foggia e Portosummaga, che ha lasciato nel gennaio 2010 per passare al Pescara.
Fa l'esordio con la nuova maglia nella trasferta di Terni e quella sarà l'unica presenza nel Pescara fino a fine stagione. Resta anche in Serie B con i biancazzurri, pur senza scendere mai in campo.
Il 4 gennaio 2011 viene ceduto in prestito alla Salernitana, squadra che milita in Lega Pro Prima Divisione.
Ritornato al Pescara, per la stagione 2011-2012 si accasa al Messina militante in Serie D, tornandovi dopo sette stagioni.
A fine stagione non viene riconfermato e passa alla Casertana, squadra dove era cresciuto calcisticamente.
Con quest'ultima D'Alterio trova anche il ritorno tra i professionisti dopo che la squadra viene ripescata in Lega Pro Seconda Divisione il 5 agosto 2013.
Nella stagione 2017-2018, D'Alterio si è trasferito nella Cavese, club che milita in Serie D Girone H. Lì viene nominato capitano della squadra, in quanto uno dei primi calciatori esperti ad essere acquistati dalla nuova proprietà metelliana.
Dopo 10 anni, nella stagione 2018-2019 D'Alterio torna a Taranto, squadra che milita in Serie D Girone H, firmando il 10 luglio 2018.
Il 6 dicembre 2018 viene ufficializzato il suo passaggio dal Taranto al Sorrento, squadra che milita in Serie D Girone H.

### Allenatore
Dopo avere ufficializzato il 21 luglio 2020 il ritiro dal calcio giocato, dalla stagione seguente intraprende la carriera di allenatore assumendo il ruolo di vice della Fidelis Andria.
Il 3 agosto 2021 diventa il vice di Marco Gaburro nel Rimini, squadra che a fine stagione vince il campionato di Serie D girone D, centrando dunque la promozione in Serie C.

## Statistiche

### Presenze e reti nei club
| Stagione              | Squadra               | Campionato            | Campionato | Campionato | Coppe nazionali | Coppe nazionali | Coppe nazionali | Coppe continentali | Coppe continentali | Coppe continentali | Altre coppe | Altre coppe | Altre coppe | Totale | Totale | Totale |
| Stagione              | Squadra               | Comp                  | Pres       | Reti       | Comp            | Pres            | Reti            | Comp               | Pres               | Reti               | Comp        | Pres        | Reti        | Pres   | Reti   |        |
| --------------------- | --------------------- | --------------------- | ---------- | ---------- | --------------- | --------------- | --------------- | ------------------ | ------------------ | ------------------ | ----------- | ----------- | ----------- | ------ | ------ | ------ |
| 1996-1997             | Casertana             | C2                    | 2          | 0          | CI-C            | 0               | 0               | -                  | -                  | -                  | -           | -           | -           | 2      | 0      |        |
| 1997-1998             | Casertana             | CND                   | 30         | 1          | CI-Dil          | 0               | 0               | -                  | -                  | -                  | -           | -           | -           | 30     | 1      |        |
| 1998-1999             | Casertana             | CND                   | 28         | 4          | CI-Dil          | 0               | 0               | -                  | -                  | -                  | -           | -           | -           | 28     | 4      |        |
| 1999-2000             | Casertana             | CND                   | 32         | 1          | CI-D            | 2               | 0               | -                  | -                  | -                  | -           | -           | -           | 34     | 1      |        |
| 2000-2001             | Nocerina              | C1                    | 28+2       | 0          | CI-C            | 0               | 0               | -                  | -                  | -                  | -           | -           | -           | 30     | 0      |        |
| 2001-2002             | Messina               | B                     | 15         | 0          | CI              | 4               | 0               | -                  | -                  | -                  | -           | -           | -           | 19     | 0      |        |
| 2002-2003             | Messina               | B                     | 14         | 0          | CI              | 1               | 0               | -                  | -                  | -                  | -           | -           | -           | 15     | 0      |        |
| 2003-2004             | Martina               | C1                    | 28         | 0          | CI+CI-C         | 0+1             | 0               | -                  | -                  | -                  | -           | -           | -           | 29     | 0      |        |
| 2004-2005             | Messina               | A                     | 6          | 0          | CI              | 1               | 0               | -                  | -                  | -                  | -           | -           | -           | 7      | 0      |        |
| 2005-2006             | Foggia                | C1                    | 30         | 1          | CI-C            | 0               | 0               | -                  | -                  | -                  | -           | -           | -           | 30     | 1      |        |
| 2006-2007             | Foggia                | C1                    | 32+4       | 0          | CI-C            | 7               | 0               | -                  | -                  | -                  | -           | -           | -           | 42     | 0      |        |
| Totale Foggia         | Totale Foggia         | Totale Foggia         | 62+4       | 1          |                 | 7               | 0               |                    | -                  | -                  |             | -           | -           | 73     | 1      |        |
| 2007-2008             | Taranto               | C1                    | 29+4       | 0          | CI-C            | 2               | 0               | -                  | -                  | -                  | -           | -           | -           | 35     | 0      |        |
| 2008-gen. 2009        | Taranto               | 1D                    | 16         | 0          | CI+CI-LP        | 1+0             | 0               | -                  | -                  | -                  | -           | -           | -           | 17     | 0      |        |
| gen.-giu. 2009        | Portogruaro           | 1D                    | 12         | 0          | CI+CI-LP        | -               | -               | -                  | -                  | -                  | -           | -           | -           | 12     | 0      |        |
| 2009-gen. 2010        | Portogruaro           | 1D                    | 17         | 0          | CI-LP           | 0               | 0               | -                  | -                  | -                  | -           | -           | -           | 17     | 0      |        |
| Totale Portogruaro    | Totale Portogruaro    | Totale Portogruaro    | 29         | 0          |                 | 0               | 0               |                    | -                  | -                  |             | -           | -           | 29     | 0      |        |
| gen.-giu. 2010        | Pescara               | 1D                    | 1          | 0          | CI-LP           | -               | -               | -                  | -                  | -                  | -           | -           | -           | 1      | 0      |        |
| 2010-gen. 2011        | Pescara               | B                     | 0          | 0          | CI              | 0               | 0               | -                  | -                  | -                  | -           | -           | -           | 0      | 0      |        |
| Totale Pescara        | Totale Pescara        | Totale Pescara        | 1          | 0          |                 | 0               | 0               |                    | -                  | -                  |             | -           | -           | 1      | 0      |        |
| gen.-giu. 2011        | Salernitana           | 1D                    | 14+3       | 0          | CI+CI-LP        | -               | -               | -                  | -                  | -                  | -           | -           | -           | 17     | 0      |        |
| 2011-2012             | Messina               | D                     | 31+2       | 0          | CI-D            | 1               | 0               | -                  | -                  | -                  | -           | -           | -           | 34     | 0      |        |
| Totale Messina        | Totale Messina        | Totale Messina        | 66+2       | 0          |                 | 7               | 0               |                    | -                  | -                  |             | -           | -           | 75     | 0      |        |
| 2012-2013             | Casertana             | D                     | 19+6       | 0+1        | CI-D            | 3               | 0               | -                  | -                  | -                  | -           | -           | -           | 28     | 1      |        |
| 2013-2014             | Casertana             | 2D                    | 26         | 0          | CI-LP           | 2               | 0               | -                  | -                  | -                  | -           | -           | -           | 28     | 0      |        |
| 2014-2015             | Casertana             | LP                    | 16         | 0          | CI+CI-LP        | 3+3             | 0               | -                  | -                  | -                  | -           | -           | -           | 22     | 0      |        |
| 2015-gen. 2016        | Casertana             | LP                    | 10         | 0          | CI+CI-LP        | 1+0             | 0               | -                  | -                  | -                  | -           | -           | -           | 11     | 0      |        |
| gen.-giu. 2016        | Martina               | LP                    | 11+2       | 0          | CI-LP           | -               | -               | -                  | -                  | -                  | -           | -           | -           | 13     | 0      |        |
| Totale Martina Franca | Totale Martina Franca | Totale Martina Franca | 39+2       | 0          |                 | 1               | 0               |                    | -                  | -                  |             | -           | -           | 42     | 0      |        |
| 2016-2017             | Casertana             | LP                    | 30+3       | 0          | CI-LP           | 2               | 0               | -                  | -                  | -                  | -           | -           | -           | 35     | 0      |        |
| Totale Casertana      | Totale Casertana      | Totale Casertana      | 193+9      | 6+1        |                 | 16              | 0               |                    | -                  | -                  |             | -           | -           | 218    | 7      |        |
| 2017-2018             | Cavese                | D                     | 27         | 1          | CI-D            | 2               | 0               | -                  | -                  | -                  | -           | -           | -           | 29     | 1      |        |
| 2018-gen. 2019        | Taranto               | D                     | 0          | 0          | CI-D            | 1               | 0               | -                  | -                  | -                  | -           | -           | -           | 1      | 0      |        |
| Totale Taranto        | Totale Taranto        | Totale Taranto        | 45+4       | 0          |                 | 4               | 0               |                    | -                  | -                  |             | -           | -           | 53     | 0      |        |
| gen.-giu. 2019        | Sorrento              | D                     | 17         | 0          | CI-D            | 0               | 0               | -                  | -                  | -                  | -           | -           | -           | 17     | 0      |        |
| 2019-2020             | Sorrento              | D                     | 9          | 0          | CI-D            | 2               | 0               | -                  | -                  | -                  | -           | -           | -           | 11     | 0      |        |
| Totale Sorrento       | Totale Sorrento       | Totale Sorrento       | 26         | 0          |                 | 2               | 0               |                    | -                  | -                  |             | -           | -           | 28     | 0      |        |
| Totale carriera       | Totale carriera       | Totale carriera       | 516+26     | 8+1        |                 | 39              | 0               |                    | -                  | -                  |             | -           | -           | 591    | 9      |        |

## Palmarès

### Giocatore
- Coppa Italia Serie C: 1

Foggia: 2006-2007